# Andrés de Pereda y Ribera
Andrés de Pereda y Ribera (Jerez de la Frontera, España, ca. 1520–¿Valdivia?, gobernación de Chile, finales de 1582) era un hidalgo notorio y militar español que llegaría al rango de capitán y al pasar a la América hispana se convirtió en conquistador que combatió en las guerras civiles peruanas, y al viajar a la gobernación chilena durante la Guerra de Arauco pasó a ser vecino fundador y encomendero de Valdivia, en donde en alguna parte de su corregimiento homónimo sería asesinado por los mapuches.

## Biografía hasta el viaje con La Gasca a la Centroamérica española

### Origen familiar y primeros años

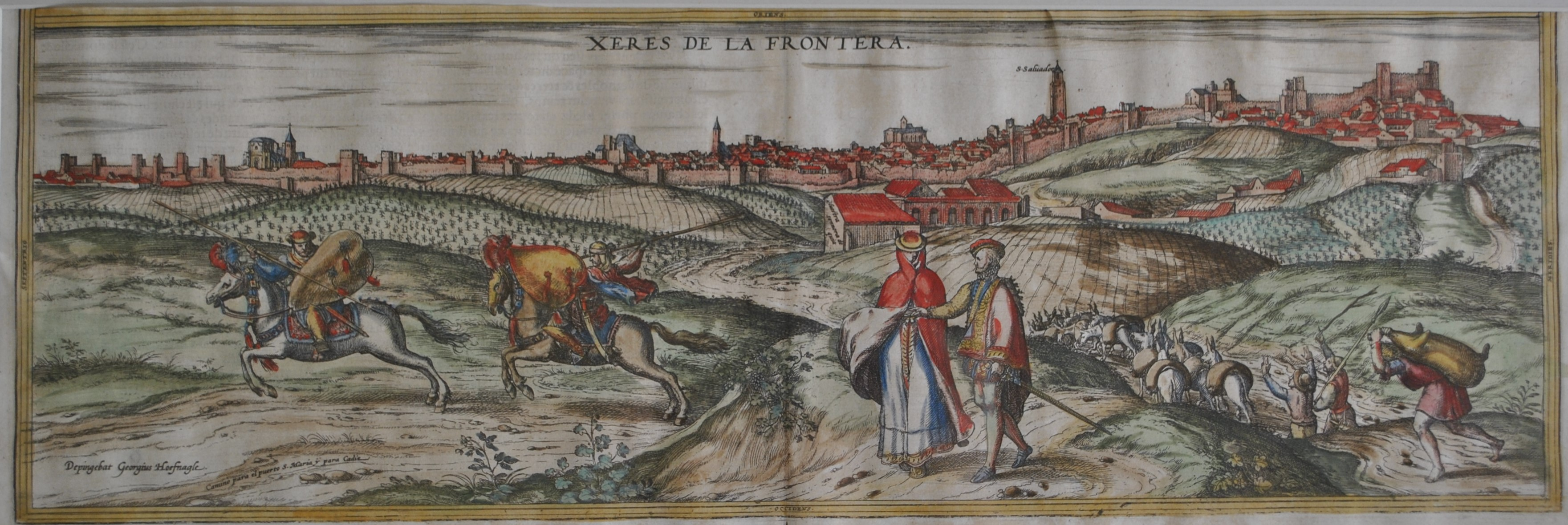
Vistas de Jerez de la Frontera (por Joris Hoefnagel, año 1570).

Andrés de Pereda y Ribera había nacido hacia 1520 en Jerez de la Frontera, una localidad del reino de Sevilla que era uno de los cuatro de Andalucía que conformaban a su vez a la Corona de España. Era miembro de una familia noble andaluza.

### Viaje a la alcaldía mayor guatemalteca de Panamá
Al casarse en su ciudad natal de Jerez de la Frontera y tener un hijo llamado Alonso de Pereda Ribera en 1545,  llegaron a la Corte española las malas noticias del levantamiento peruano de Gonzalo Pizarro —medio hermano del asesinado marqués Francisco Pizarro, único gobernador de Nueva Castilla— que se había rebelado junto a otros encomenderos contra las Leyes Nuevas y la administración del virrey Blasco Núñez Vela.
Ante tales acontecimientos, el emperador Carlos V escogió al licenciado Pedro de la Gasca que fue nombrado como presidente de la Real Audiencia de Lima el 16 de febrero de 1546, con extensas facultades en lo civil y en lo eclesiástico.
Pereda tomó la decisión de viajar sin su familia a la Sudamérica española y se embarcó con el presidente La Gasca el 26 de mayo del corriente en Sanlúcar de Barrameda rumbo al Perú, y al atravesar el océano Atlántico y el mar Caribe pasaron por el puerto de Santa Marta, capital de la provincia homónima que formaba parte de la gobernación peruana del Nuevo Reino de Granada, en donde se enteraron de la muerte del virrey a manos de los rebeldes gonzalistas, luego zarparon para llegar al puerto de Nombre de Dios el 27 de julio del mismo año.

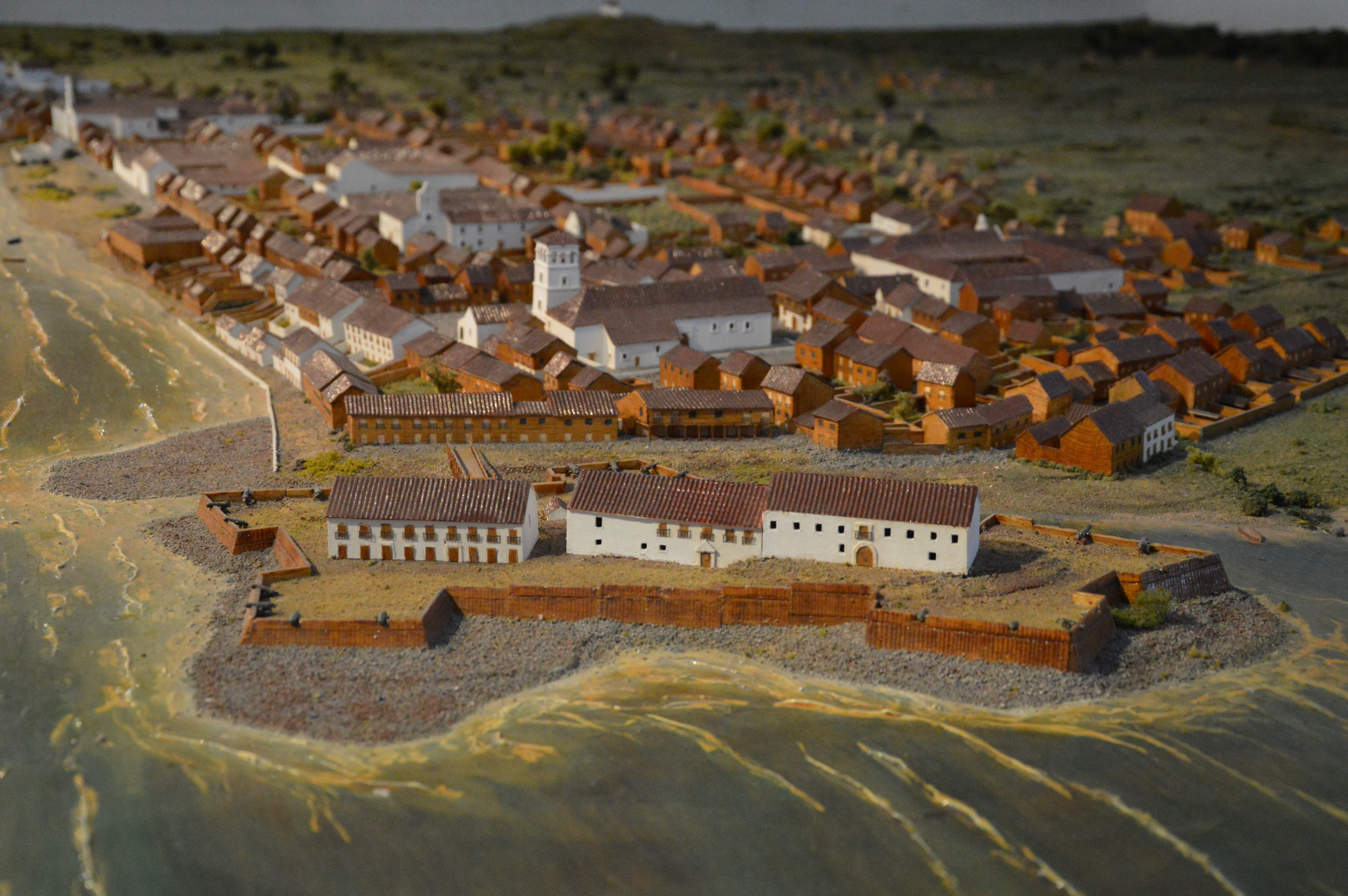
Vistas de la ciudad de Panamá la Vieja (en una maqueta, ya que fue destruida en 1671, conservándose sus ruinas).

Por tierra cruzaron el istmo hasta la Ciudad de Panamá —que era la capital de la nueva alcaldía mayor de Panamá y Nombre de Dios que formaba parte de la incipiente Capitanía General de Guatemala y que a su vez era una entidad autónoma dentro del Virreinato de Nueva España— en donde la Gasca asumió formalmente su presidencia limeña el 13 de agosto, pero fue recibido con poco respeto, aunque con su talento diplomático no tardó en ganarse la confianza de todos los jefes militares, logrando la adhesión de los generales Pedro de Hinojosa, Sebastián de Benalcázar y el enviado gonzalista Lorenzo de Aldana, entre otros.

## Participación en la guerra civil peruana hasta la derrota gonzalista

### Viaje al virreinato peruano para disuadir a Gonzalo Pizarro

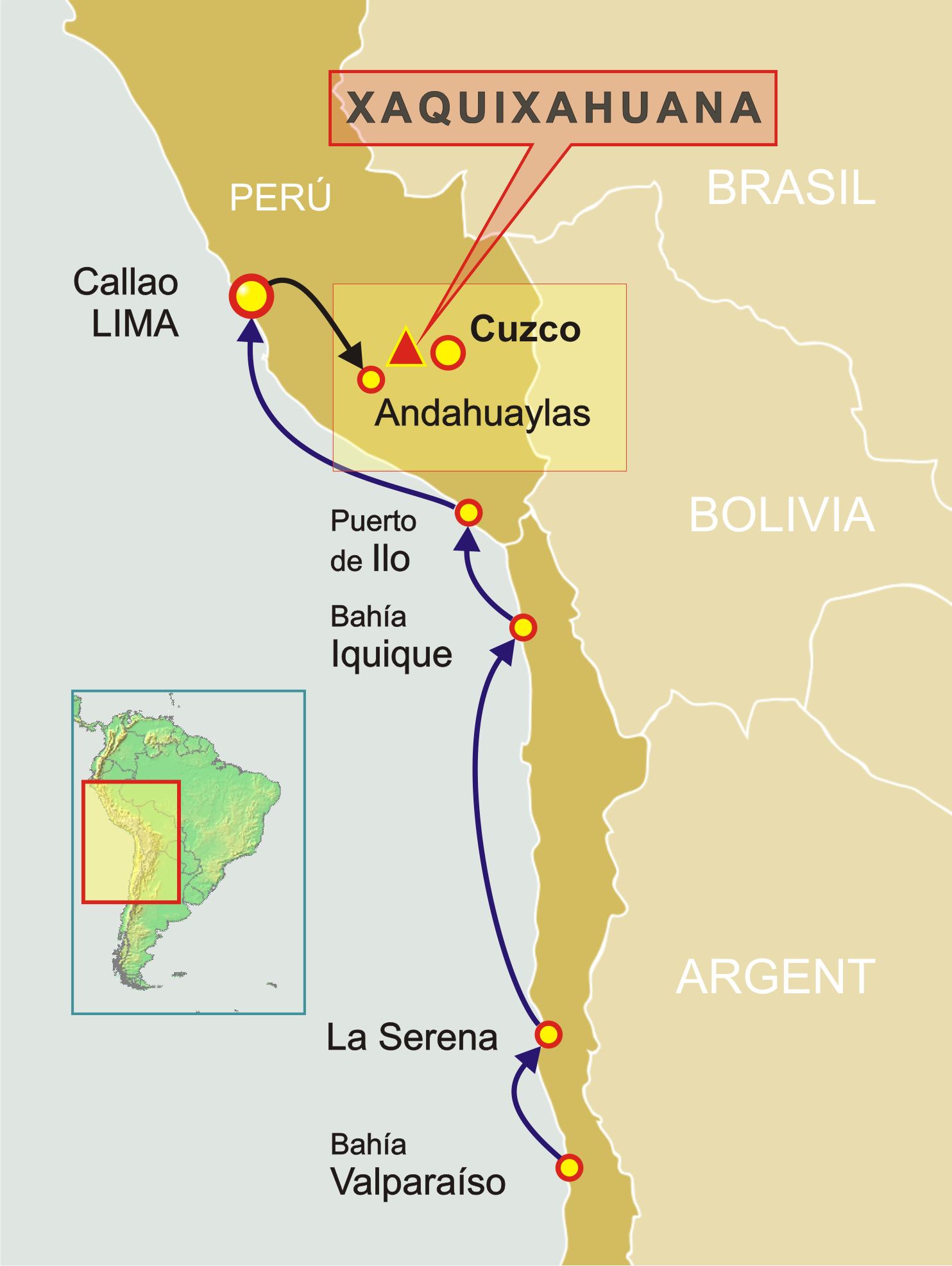
Viaje de Pedro de Valdivia, desde la gobernación de Chile al Perú, y su adhesión al presidente La Gasca en Andahuaylas para combatir junto a Andrés de Pereda y otros en la batalla de Jaquijahuana.

Andrés de Pereda con el presidente La Gasca y demás hombres zarparon de Panamá en abril de 1547 con una flota de dieciocho navíos, desembarcaron en el puerto sudamericano de Manta de la gobernación peruana de Quito, luego prosiguieron hasta llegar a la desembocadura del río Santa, por el cual se internaron hacia la cordillera de los Andes, primero acamparon en la localidad de Jauja y luego en Andahuaylas, en donde se les unieron Pedro de Valdivia y un gran número de soldados, muchos de los cuales eran desertores del bando de Pizarro.

### Combatiente realista en la batalla de Jaquijahuana
El presidente La Gasca insistió en ofrecer la paz a cambio de la rendición, pero al no recibir respuesta, con los refuerzos militares que se le unieron provenientes de las gobernaciones de Chile, de Popayán y de Guatemala, logró sumar un ejército de unos 1.600 hombres, que quedaron todos bajo el mando del capitán Alonso de Alvarado.
De esta manera participó Andrés de Pereda en la guerra civil entre los conquistadores del Perú, formando parte del bando real, y actuó el 9 de abril de 1548 en la batalla de Jaquijahuana de la llanura homónima, a 25 km del Cuzco, junto al capitán Alonso Martín de Don Benito y su hermano Pedro que perdería la vida.
Dicha batalla fue muy efímera ya que los gonzalistas se pasaron uno a uno al bando realista y entre los primeros desertores estaban el capitán Sebastián Garcilaso de la Vega —cuyo hijo era el historiador mestizo Inca Garcilaso— y el oidor Diego Vásquez de Cepeda, lo que provocó la derrota del gobernador fáctico peruano Gonzalo Pizarro.

## Vecino fundador con Pedro de Valdivia, encomendero chileno y deceso

### Viaje a Chile y encomendero de la ciudad de Valdivia
Durante la Guerra de Arauco contra los aborígenes mapuches, el capitán Andrés de Pereda pasó en 1549 con el mandatario Pedro de Valdivia a su gobernación de Chile, en donde se avecindó en su capital Santiago de la Nueva Extremadura. En el mismo año en que fue destruida La Serena por una rebelión aborigen —la cual había sido erigida por Juan Bohón en 1544— y fue refundada por Francisco de Aguirre meses después.
Valdivia traía la real orden que lo reconocía como gobernador y capitán general titular pero con la condición por estar casado con Marina Ortiz de Gaete que abandonase a su amante Inés Suárez, la famosa conquistadora española que siendo viuda había recibido encomiendas por su valeroso accionar en el asedio mapuche que provocó la destrucción de Santiago, y para conservarlas tuvo que matrimoniarse con Rodrigo de Quiroga.

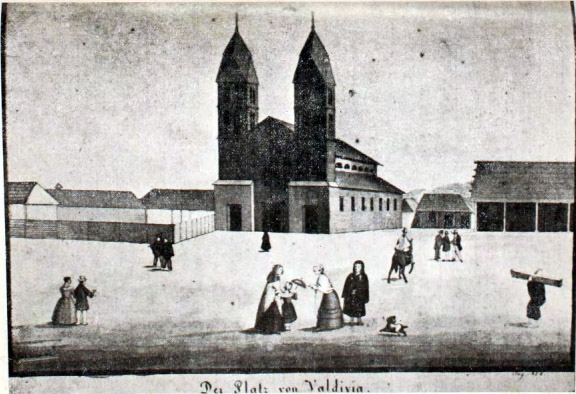
La ciudad de Valdivia que fue repoblada en 1647 (y su Plaza de Armas, junto a la antigua Catedral y el camino al muelle, actual Paseo Libertad, en un dibujo de 1755).

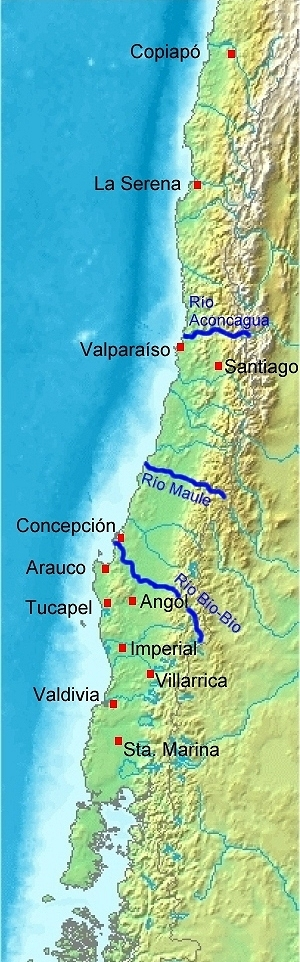
Ciudades de la gobernación de Chile desde 1553 hasta 1598.

En 1550 Andrés de Pereda acompañó al gobernador en las victoriosas batallas de Andalién el 22 de febrero y de Penco el 12 de marzo. Dichas victorias hicieron posible la fundación de varias ciudades por Pedro de Valdivia como Concepción en el mismo año, adonde el capitán portugués Pedro Homem de Pessoa de Saa sería su cabildante —y posteriormente lo sería su hijo homónimo Pedro Homem de Pessoa y Toro, consuegro de Andrés de Pereda— y quien también actuó como vecino fundador de La Imperial en 1551, en donde además sería su cabildante.
Pereda fue vecino fundador junto al gobernador y ayudó a erigir más hacia el sur el 9 de febrero de 1552 a la nueva ciudad de Valdivia, por lo que se convirtió en encomendero de la incipiente urbe.
También el capitán Jerónimo de Alderete fundó en 1552 a Villarrica y el 24 de octubre de 1553 el gobernador Pedro de Valdivia erigió la ciudad de Los Confines de Angol, el mismo año que el mapuche Lautaro —que había sido bautizado de niño como Felipe, luego había pasado a ser el paje del gobernador pero al hacerse adulto y aprovechando el aprendizaje de las tácticas españolas de guerra, se fugó para unirse a su pueblo para entrenarlos e incluso introdujo el uso del caballo entre ellos— condujo de esta manera una rebelión generalizada que en la batalla de Tucapel capturó y ejecutó al gobernador Valdivia el 25 de diciembre del corriente.
Lo remplazaron interinamente Francisco de Villagra y Rodrigo de Quiroga que cogobernaron chile entre esta última fecha hasta abril de 1554, cuando empieza a cogobernar también Francisco de Aguirre, pero como Quiroga dejó el cargo en junio de 1554, se repartieron el poder Aguirre y Villagra hasta febrero de 1555, fecha que este último quedó como único gobernador interino de Chile.
En dicho año el capitán Andrés de Pereda y Ribera produjo información de méritos y servicios, cuando surgió la orden de la Real Audiencia de Lima para que Villagra sea remplazado por los cabildos de las ciudades en el mes de febrero pero finalmente sería repuesto en el mando de toda la gobernación en mayo de 1556 hasta abril de 1557, para ser sucedido por el futuro marqués-virrey García Hurtado de Mendoza.
En 1565 Pereda todavía seguía siendo encomendero de la ciudad de Santa María la Blanca de Valdivia, año en que asumió Rodrigo de Quiroga como gobernador titular de Chile pero dos años después, en el mes de agosto de 1567, fue remplazado por los oidores de la ya instalada Real Audiencia de Concepción a la espera de Melchor Bravo de Saravia, primer gobernador-presidente de Chile, que asumió recién en abril de 1568.
El gobernador-presidente Saravia administró el territorio hasta la definitiva disolución de la Real Audiencia en 1575, fecha en que el hijo de Andrés, el capitán Alonso de Pereda Ribera y López, embarcaría en la península ibérica para llegar a la ciudad de Concepción en 1576.

### Fallecimiento
El capitán Andrés de Pereda y Ribera fue asesinado por los aborígenes mapuches a finales de 1582 en alguna parte del corregimiento de Valdivia que conformaba a la gobernación de Chile, muy probablemente en la ciudad de Valdivia, la cual en noviembre de 1599 sería una de las siete ciudades destruidas tras la gran rebelión del año anterior.

## Matrimonio y descendencia
El capitán Andrés de Pereda y Ribera se había unido en matrimonio en la ciudad de Jerez de la Frontera hacia 1544 con Beatriz López y fruto de dicho enlace nació al menos un hijo:
- Alonso de Pereda Ribera[7][8][a] (Jerez de la Frontera,[2][3][4] España, 1545[5]-¿Lima?, Virreinato del Perú, 1604)[1] fue un militar que llegó al rango de capitán[7] y zarpó como su progenitor del puerto de San Lúcar de Barrameda rumbo a la América española en 1575,[4] en la expedición de 400 soldados para la conquista chilena comandada por el general Juan de Losada Quiroga,[7] al llegar atracaron en el puerto caribeño de Cartagena de Indias y al zarpar, cuando ya estaban en alta mar, falleció el comandante de la expedición que fue remplazado por su segundo Juan de Lozano Machuca y así llegaron al puerto de Nombre de Dios, luego pasaron por tierra a través del istmo a la Ciudad de Panamá y desde allí zarparon hacia el Perú bajo la misma comandancia y al volver a remontar el viaje finalmente llegaron a la gobernación de Chile en 1576, para avecindarse en la ciudad de Concepción,[2][4][7][8] en donde se enlazó en primeras nupcias con María de Salas[6] (Concepción de Chile, ca. 1563-ib., ca. 1590), cuyos padres eran el regidor Pedro Homem de Pessoa y Toro y su esposa Luisa de Salas, y con quien tuvo tres hijos, pero al enviudar se volvió a casar hacia 1591 con su cuñada Prudencia Homem de Pessoa[4][2][8][b] (n. Santiago de Chile, ca. 1565)[3] y con quien tuvo por hijo al futuro gobernante colonial criollo Pedro Homem de Pessoa y Pereda. Al viajar a Europa en 1599 y al hacer escala en el puerto peruano de El Callao cayó gravemente enfermo, por lo que Alonso testó ante el escribano Julián Bravo, y finalmente fallecería cinco años después en Perú.[1][7]